# Высоково (городской округ Истра)
Высоково — деревня в Ивановском сельском поселении Истринского района Московской области. Население — 78 чел. (2010), в деревне 2 улицы, зарегистрировано 8 садовых товариществ. С Истрой деревня связана автобусным сообщением (автобус № 27. Истра — Манихино — Лукино.).
Находится примерно в 4 км на восток от Истры по Волоколамскому шоссе, высота над уровнем моря 204 м. Ближайший населённый пункт — Посёлок станции Манихино — в 1 км.
С 2017 по 2019 г. введено в эксплуатацию 11 многоквартирных домов в микрорайоне Малая Истра входящего в состав деревни Высоково. 

## Население
| 2002 | 2006 | 2010 |
| ---- | ---- | ---- |
| 136  | ↘119 | ↘78  |